# Kaczyna
Kaczyna ist eine Ortschaft mit einem Schulzenamt der Gemeinde Wadowice im Powiat Wadowicki der Woiwodschaft Kleinpolen, Polen.

## Geographie

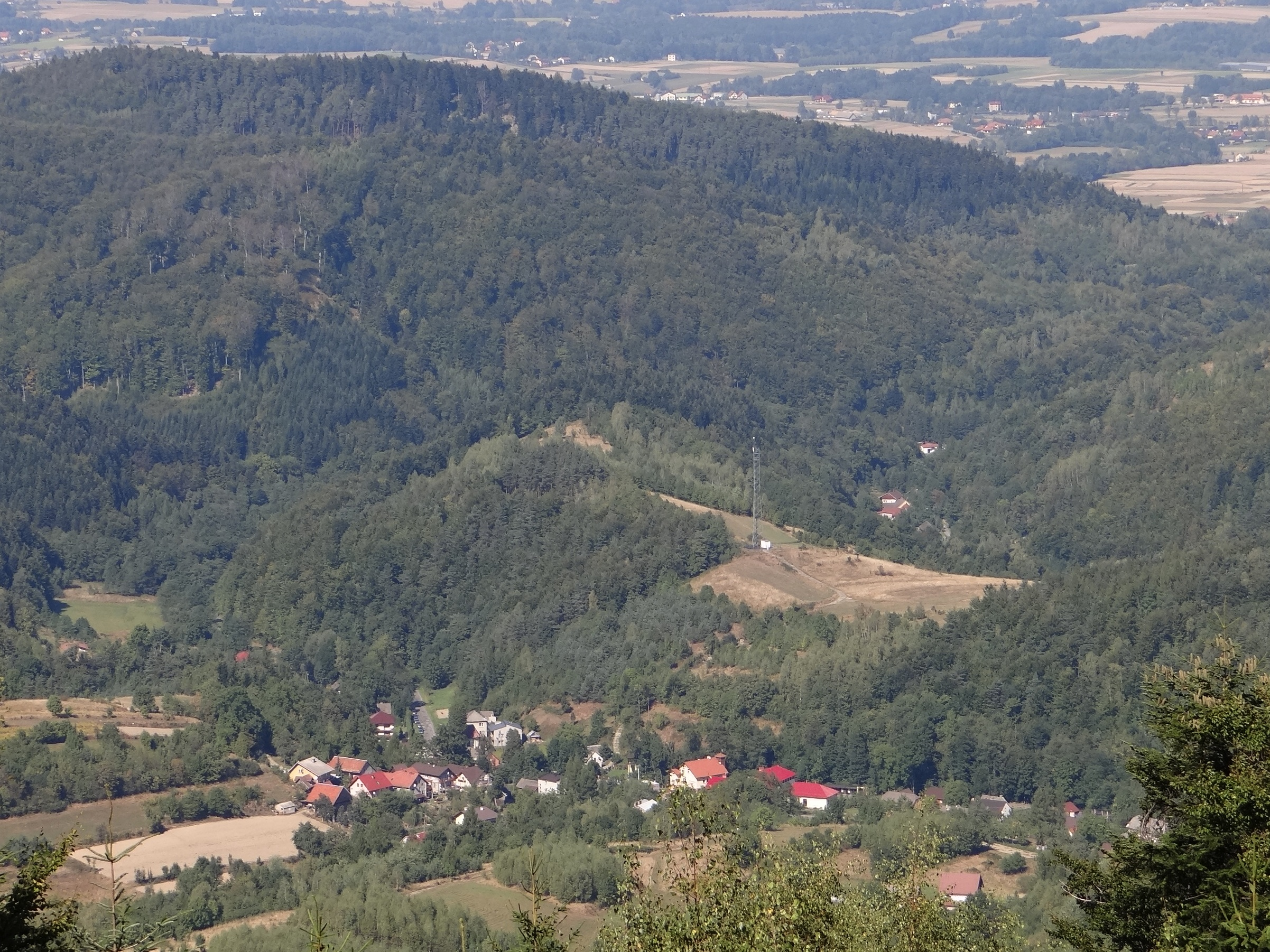
Ortsansicht

Der Ort liegt am Bach Choczenka in den Kleinen Beskiden (Beskid Mały).
Nachbarorte sind Chocznia im Norden, Ponikiew im Osten, Rzyki im Südwesten, Zagórnik im Westen.

## Geschichte
Der Ort wurde von Walachen vermutlich bereits im 15. Jahrhundert gegründet und 1663 erstmals urkundlich als ein Weiler von Ponikiew erwähnt. Der ursprüngliche Name lautet Kocina (vergleiche rumänisch cocinǎ – Schweinestall).
Bei der Ersten Teilung Polens kam Kaczyna 1772 zum neuen Königreich Galizien und Lodomerien des habsburgischen Kaiserreichs (ab 1804).
1918, nach dem Ende des Ersten Weltkriegs und dem Zusammenbruch der k.u.k. Monarchie, kam Kaczyna zu Polen. Unterbrochen wurde dies nur durch die Besetzung Polens durch die Wehrmacht im Zweiten Weltkrieg. Es gehörte dann zum Landkreis Bielitz im Regierungsbezirk Kattowitz in der Provinz Schlesien (seit 1941 Provinz Oberschlesien).
Von 1975 bis 1998 gehörte Kaczyna zur Woiwodschaft Bielsko-Biała.